# Stazione di San Lazzaro di Fossombrone
La stazione di San Lazzaro di Fossombrone era una fermata ferroviaria posta lungo la ferrovia Fano-Urbino, dismessa nel 1987, era a servizio di San Lazzaro di Fossombrone, frazione di Fossombrone.

## Storia
La fermata venne inaugurata il 2 ottobre 1955 contestualmente con la riattivazione post bellica della tratta Fossombrone-Fermignano.
Continuò il suo esercizio fino alla chiusura della linea avvenuta il 31 gennaio 1987.

## Strutture e impianti
La fermata è composta da un casello e dal binario di circolazione.